# Cerro Rico
Cerro Rico (også kaldet Cerro de Potosí, Quechua: Sumaq Urqu) er et bjerg i Andes i det bolivianske departement Potosí nær byen af samme navn. Cerro Rico betyder direkte oversat "Det rige bjerg" og er berømt for at have været kilden til store mængder af særlig sølv, som Spanien udvandt i området under det spanske koloniimperium. Bjerget, der populært blevet betegnet som bestående af en sølvåre, var den direkte årsag til, at byen Potosí i en periode blev den største by i Amerika. Bjergets historiske betydning for Bolivia illustreres af, at bjerget indgår i Bolivias nationalvåben.
Efter omkring 1800 var sølvforekomsterne i det væsentlige udtømt og minedriften i bjerget fokuserede i stedet på tin, hvilket ledte til nedgangstider i området. Der udvindes dog fortsat i dag sølv fra bjerget, der den dag i dag er en vigtig faktor i regionens økonomi. Ca. 15.000 personer arbejder i dag som minearbejdere i Potosí.
Bjerget er kendt som "bjerget, der æder mænd" på grund af det store antal minearbejdere, der gennem tiden er omkommet i bjergets miner. Nogle historikere anslår, at op imod 8 millioner mennesker er døde i bjerget siden 1500-tallet, hvor spanierne begyndte at udnytte ressourcerne, primært under brug af tvangsudskreven arbejdskraft blandt de oprindelige indbyggere. Den dag i dag er arbejdsforholdene blandt bjergets minearbejdere kritisable med ringe arbejdsforhold. Brug af børnearbejde i minerne er omfattende, og der anvendes ikke effektive åndedrætsværn eller andre sikkerhedsforanstaltninger. Minearbejdernes gennemsnitsalder er på omkring 40 år og mange dør af silikose som følge af den konstante eksponering for støv i minegangene.

## Miljøforhold
Som følge af århundreders minedrift i området blev der i 2011 konstateret et jordfaldshul ved bjergets top, der måtte udfyldes med ultra-let cement. Bjergets top synker årligt nogle få centimeter. I 2014 placerede UNESCO Cerro Rico og Potosí på listen over truede områder som følge af den "ukontrollerede minedrift", der risikerer at ødelægge området.

## Minen
Sølvminen i Cerro Rico er fortsat en af de største sølvminer i Bolivia og i verden med anslåede reserver af 1,76 milliarder oz sølv og 540 millioner ton malm med et indhold af 0,17% tin.
Udover sølv og tin er bjerget rigt på andre mineraler, der ligeledes udvindes.
Indtil 2014 var det forbudt for børn under 14 år at arbejde i minerne. Bolivia tillod imidlertid i 2014, at børn helt ned til 10 år kunne arbejde som "selvstændige" i minerne.

## Eksterne links
- Wikimedia Commons har flere filer relateret til Cerro Rico